# بلاتامون
بلاتامون (Πλαταμών) هي مدينة في بيريا في مقاطعة فوريا إلادا في اليونان.